# Feelin' So Good
Feelin' So Good är en låt framförd av den amerikanska artisten Jennifer Lopez, inspelad till hennes debutalbum On the 6 (1999). Låten komponerades av Cory Rooney, Lopez, Steven Standard, George Logios och hennes dåvarande pojkvän, rapparen och producenten Sean "Puffy" Combs. Låten gavs ut som den tredje singeln från skivan den 25 januari 2000. Låten nådde plats 51 på amerikanska singellistan Billboard Hot 100 och guldbelönades av Recording Industry Association of America för över 500.000 sålda exemplar.

## Bakgrund och produktion
"Feelin' So Good" är en hiphop-låt i midtempo som pågår i fem minuter och tjugosju sekunder (5:27). Låten skrevs av Lopez med hjälp från Cory Rooney, Christopher Rios, Joe Cartagena, Sean Combs, Steven Standard och George Logios. Combs var låtens producent. Den gästas av rapparna Big Pun och Fat Joe som ofta samarbetade med varandra. Lopez spelade in sin sång vid Daddy's House Recording Studios och Sony Music Studios i New York. Den ljudmixades av Jim Janik och Prince Charles Alexander. "Feelin' So Good" handlar om att framföraren är på bra humör och att "inget kan förstöra det". I melodin sjunger Lopez: "I'm feelin' so good / I knew that I would / Been talking care of myself / Like I should / Cause not one thing / Can bring me down / Nothing in this world gonna turn me around". Stycket innehåller en sampling av Strafes "Set It Off" (1984).

## Utgivning och kritikers respons
Vid utgivningen av singeln var Big Pun planerad att framföra låten vid Saturday Night Live tillsammans med Lopez och Fat Joe. Dessa planer ställdes in när han dog på grund av en hjärtattack relaterat till hans viktproblem. I ett uttalande sa Lopez: "Han var en källa till stolthet för det latinamerikanska samhället, en fantastisk artist och en fantastisk person. Vi kommer att sakna honom oerhört. En remixversion av låten inkluderades på Lopez' första remixalbum J to tha L-O! The Remixes.
"Feelin' So Good" mottog positiv respons från musikkritiker som uppskattade att hon "återvände till sina rötter". Richard Torress från Newsday skrev: "Sean (Puffy) Combs visar sin skicklighet på hiphop-dängan 'Feelin' So Good'. Låten verkar skräddarsydd för talanger som exempelvis Mary J. Blige men Lopez gör ett bra jobb."

## Musikvideo och liveframträdanden

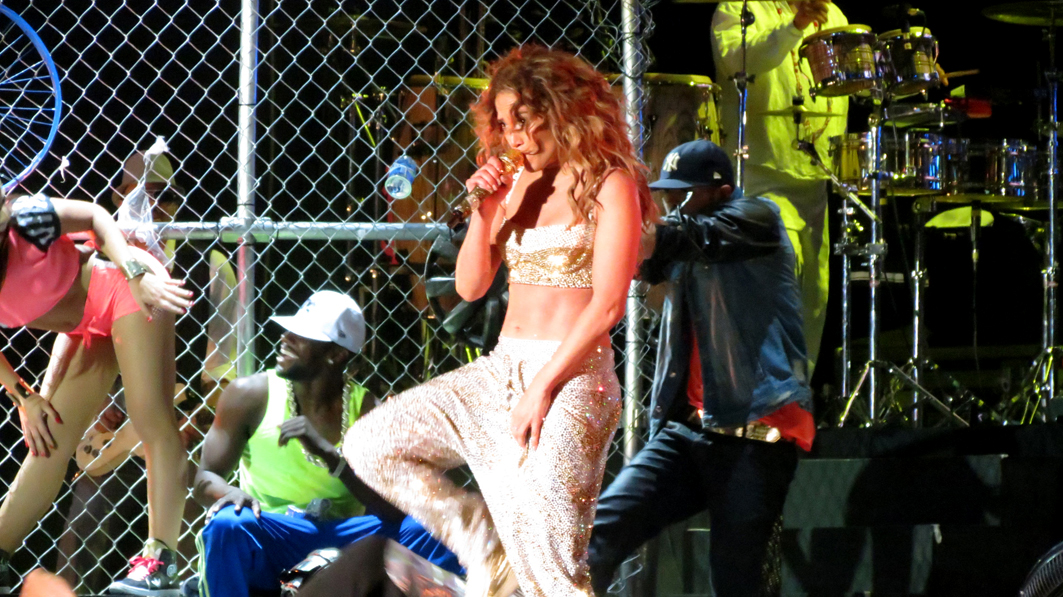
Lopez under sin Dance Again World Tour.

Musikvideon till "Feelin' So Good" regisserades av Paul Hunter och filmades i Bronx 1999. Videon blev den sista som Big Pun deltog i innan hans död 7 februari 2000. Den börjar med en texten "In loving memory of Christopher "Big Punisher Rios (November 10, 1979-February 7, 2000)". I videons första scener ses Lopez ligga i sin säng och svarar i telefonen när Big Pun och Fat Joe ringer henne. Hon lägger på när hennes mamma ropar att frukosten är klar (Hon serveras av sin riktiga mamma, Guadalupe Rodríguez). Lopez utför därefter sina dagliga rutiner, hittar pengar på trottoaren, tar emot sin lön från en närbelägen hårsalong och köper kläder på rea. Senare på dagen gör Lopez sig i ordning för en fest och åker dit på tunnelbanelinjen 6 med sina kompisar. Framme vid klubben träffar Lopez Big Pun och Fat Joe. Därefter utför Lopez och flera bakgrundsdansare dansrutiner till Manu Dibangos "Soul Makossa" (1972). Videon slutar med att visa Lopez och hennes vänner som bordar tåget hem.
Lopez uppträdde med låten vid Kid's Choice Awards år 2000. I numret spelade hon en tonåring som smet ut från sitt rum på natten. Lopez framförde även låten vid konserten Mohegan Sun 2011. Låten inkluderades på hennes internationella turné; Dance Again World Tour (2012).

## Format och innehållsförteckning
| 1.           | Feelin' So Good (Bad Boy Remix) | 4:31 |
| 2.           | Feelin' So Good (Album Version) | 5:30 |
| Total längd: | Total längd:                    | 9:61 |

| 1.           | Feelin' So Good (Bad Boy Alternate Mix) | 4:29 |
| 2.           | Feelin' So Good (Bad Boy Acapella)      | 4:28 |
| 3.           | Feelin' So Good (Bad Boy Remix)         | 4:31 |
| 4.           | Feelin' So Good (Album Version)         | 5:30 |
| Total längd: | Total längd:                            | 9:41 |

## Topplistor
| Lista (2000)                             | Topplacering |
| ---------------------------------------- | ------------ |
| Australien (ARIA)                        | 20           |
| Belgien (Ultratop 50 Flandern)           | 42           |
| Belgien (Ultratop 50 Wallonien)          | 24           |
| Kanada (Canadian Hot 100)                | 7            |
| Tyskland (Media Control AG)              | 39           |
| Nederländerna (Dutch Top 40)             | 30           |
| Nya Zeeland (RIANZ)                      | 11           |
| Sverige (Sverigetopplistan)              | 58           |
| Schweiz (Schweizer Hitparade)            | 22           |
| Storbritannien (Official Charts Company) | 15           |
| USA (Billboard Hot R&B/Hip-Hop Songs)    | 44           |
| USA (Billboard Hot 100)                  | 51           |
| USA (Billboard Mainstream Top 40)        | 27           |
| USA (Billboard Hot Dance Club Songs)     | 1            |

## Certifikat
| Region            | Utgivare |
| ----------------- | -------- |
| Australien (ARIA) | Guld     |
| USA (RIAA)        | Guld     |